# NGC 1949
NGC 1949 је емисиона маглина у сазвежђу Златна риба која се налази на NGC листи објеката дубоког неба.
Деклинација објекта је - 68° 28' 16" а ректасцензија 5h 25m 5,0s. Привидна величина (магнитуда) објекта NGC 1949 износи 11,6. NGC 1949 је још познат и под ознакама ESO 56-EN117.